# آنویل-لا-پری
آنویل-لا-پری (به فرانسوی: Annéville-la-Prairie) یک کمون در فرانسه است که در canton of Vignory واقع شده‌است. آنویل-لا-پری ۵٫۲۲ کیلومتر مربع مساحت دارد ۲۶۰ متر بالاتر از سطح دریا واقع شده‌است.